# Poème des Réphaïm
 (juillet 2025).
La mise en forme du texte ne suit pas les recommandations de Wikipédia : il faut le « wikifier ».
Les points d'amélioration suivants sont les cas les plus fréquents. Le détail des points à revoir est peut-être précisé sur la page de discussion.
- Les titres sont pré-formatés par le logiciel. Ils ne sont ni en capitales, ni en gras.
- Le texte ne doit pas être écrit en capitales (les noms de famille non plus), ni en gras, ni en italique, ni en « petit »…
- Le gras n'est utilisé que pour surligner le titre de l'article dans l'introduction, une seule fois.
- L'italique est rarement utilisé : mots en langue étrangère, titres d'œuvres, noms de bateaux, etc.
- Les citations ne sont pas en italique mais en corps de texte normal. Elles sont entourées par des guillemets français : « et ».
- Les listes à puces sont à éviter, des paragraphes rédigés étant largement préférés. Les tableaux sont à réserver à la présentation de données structurées (résultats, etc.).
- Les appels de note de bas de page (petits chiffres en exposant, introduits par l'outil «  Source ») sont à placer entre la fin de phrase et le point final[comme ça].
- Les liens internes (vers d'autres articles de Wikipédia) sont à choisir avec parcimonie. Créez des liens vers des articles approfondissant le sujet. Les termes génériques sans rapport avec le sujet sont à éviter, ainsi que les répétitions de liens vers un même terme.
- Les liens externes sont à placer uniquement dans une section « Liens externes », à la fin de l'article. Ces liens sont à choisir avec parcimonie suivant les règles définies. Si un lien sert de source à l'article, son insertion dans le texte est à faire par les notes de bas de page.
- La présentation des références doit suivre les conventions bibliographiques. Il est recommandé d'utiliser les modèles {{Ouvrage}}, {{Chapitre}}, {{Article}}, {{Lien web}} et/ou {{Bibliographie}}. Le mode d'édition visuel peut mettre en forme automatiquement les références.
- Insérer une infobox (cadre d'informations à droite) n'est pas obligatoire pour parachever la mise en page.

Pour une aide détaillée, merci de consulter Aide:Wikification.
Si vous pensez que ces points ont été résolus, vous pouvez retirer ce bandeau et améliorer la mise en forme d'un autre article.

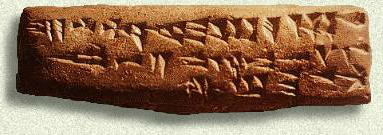
Une tablette d'abecedaire d'Ougarit

Le poème des Réphaïm (aussi appelé texte des Réphaïm, Rephaim text en anglais) est un ancien poème ougaritique composé de trois tablettes fragmentaires découvertes à Ras Shamra et datant du 14e siècle avant notre ère. Le texte décrit les Réphaïm, un groupe de personnages guerriers, entreprenant un voyage en char de trois jours jusqu'à une aire de battage où ils participent à un festin de sept jours.
Les spécialistes du Canaan antique débattent de l'identité des Réphaïm, avec des interprétations allant des ancêtres déifiés, des divinités mineures, des esprits du monde souterrain aux figures cultuelles anthropomorphes associées à des rites de fertilité. Le texte est lié au Conte de Danel et d'Aqhat, dont il était peut-être le préquelle, et partage des éléments thématiques avec La Fête à boire d'El. Bien que la signification précise du texte reste incertaine, il met l'accent sur les festins, la participation divine et la lignée familiale, suggérant que les Réphaïm étaient des figures semi-divines ou royales ayant des liens avec les dieux.

## Arrière-plan

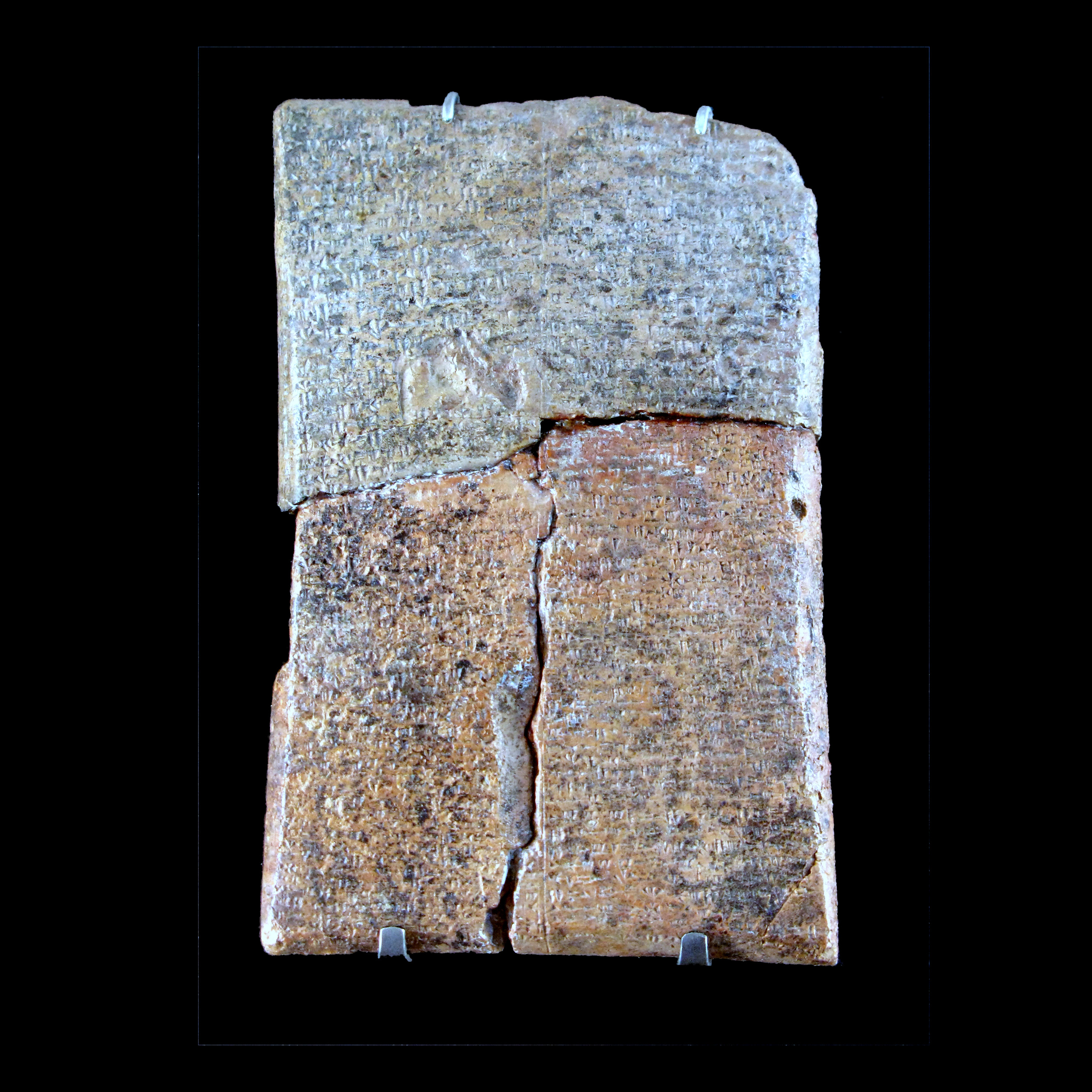
Tablette de la légende de Danel et de son fils Aqhat, ou le Conte d'Aqhat.

Le Poème des Réphaïm est un ancien poème ougaritique dont la première tablette fut publiée par Charles Virolleaud en 1936 en même temps que la légende de Danel et d'Aqhat, puis derechef par Virolleaud avec les deux tablettes restantes en 1941. Selon certains érudits, la mention de Danel, le père d'Aqhat, conduit à penser que cette œuvre est une suite du Conte d'Aqhat. Cependant, Jonathan Yogev juge cette interprétation hautement spéculative dans la mesure où ces textes semblent présenter un Danel plus jeune, suggérant par là qu'ils précèdent la Légende de Danel et d'Aqhat. Une autre hypothèse est basée sur le fait qu'il partage le thème de la Marzeah (fête à boire dans de nombreuses cultures sémitiques) avec la Fête à boire d'El et devrait donc être considéré comme lié à celui-ci. Le texte se compose de trois tablettes fragmentaires, dont le contenu est plutôt obscur.
La partie subsistante de l'œuvre décrit une invitation des Réphaïm à la maison de quelqu'un, leur voyage en char de trois jours et leur arrivée à « l'aire de battage », puis un festin de sept jours pendant lequel les Réphaïm se délectent de manger et de boire.

## L'identité des Réphaïm
Conrad L'Heureux a identifié trois approches principales de l'identité des Rephaïm. Selon Virolleaud et R. Dussaud, les Réphaïm sont des divinités mineures qui accompagnent Baal et le suivent dans le monde souterrain. Virolleaud a donc suggéré que le sens du terme a finalement évolué pour devenir « ombres des morts » en hébreu biblique et en phénicien. Selon André Caquot, le sens du terme est « ombres », comme en hébreu et en phénicien, et Marvin Pope a suggéré le sens similaire de « mort déifié », soutenu par le fait que la déification du défunt était une pratique courante à l'époque de la composition de ces textes.
John Gray suggère, lui, que les Réphaïm étaient en fait des « fonctionnaires du culte » humains qui accompagnaient le roi lors de ses visites dans les aires de battage et les plantations, comme le décrit le texte des Réphaïm, « afin de promouvoir la fertilité ». L'Heureux a proposé une quatrième opinion selon laquelle les Réphaïm étaient des dieux, bien que non mineurs. Selon sa conclusion, le terme Réphaïm peut désigner des individus ou des groupes humains ou divins. Alors que dans le contexte divin, le singulier se réfère au dieu El et le pluriel à tous les dieux qui se rassemblent à son invitation, dans le contexte humain, il se réfère à une « guilde de guerriers aristocratiques sous le patronage d'El ».
Semblables à Pope, Coogan et Smith suggèrent que les Réphaïm se réfèrent à des ancêtres décédés déifiés, suggérant qu'ils étaient appelés « Sains » en raison de l'état de bien-être qu'ils étaient censés atteindre après la mort. Dans les textes ougaritiques, les Réphaïm étaient vénérés sous forme de fêtes et de récoltes de fruits afin qu'ils accordent leurs bénédictions de fertilité humaine et agricole. En se basant sur les références à la parenté entre les dieux et les Réphaïm dans les textes, Jonathan Yogev suggère que les Réphaïm étaient les descendants mortels de la famille divine et agissaient comme des rois demi-dieux ou des chefs qui servaient les dieux.

## Contenu
Bien qu'il n'existe aucune preuve directe de la relation entre les trois tablettes, elles sont très probablement liées en raison de formules littéraires répétées et de la mention des Réphaïm comme personnages principaux dans les trois. Il existe un désaccord parmi les érudits sur la question de savoir si les tablettes appartiennent au même récit mais ont été inscrites par des mains différentes, s'il s'agit des parties existantes de trois tablettes d'un récit mythique plus vaste, ou si elles appartiennent toutes à une grande tablette composée de six colonnes. Les analyses épigraphiques ont conclu que les tables 2 et 3 ont été inscrites par la même main, tandis que la tablette 1 l'a été par une autre, cependant la plupart des études attribuent les trois tablettes à ʾIlimilkou, un célèbre scribe du 14e siècle qui écrivit de nombreux autres textes ougaritiques, y compris le cycle de Baal et l'histoire d'Aqhat. Bien que les données manquantes des tablettes rendent toutes les tentatives de reconstitution du texte spéculatives, de nombreuses personnes ont tenté de former une histoire cohérente à partir du texte de diverses manières. La description matérielle suivante est basée sur la présentation du texte dans The Rephaim, de Yogev, et la description du contenu est basée sur celle qui apparaît dans Stories from ancient Canaan, de Coogan et Smith.

### Tablette 1
(KTU 1.20/ RS 3.348 / Vir I Rp / UT 121 / CTA 20) 
La première tablette du texte fut également la dernière à être retrouvée, près de la Maison du Grand Prêtre à Ras Shamra en 1931, et elle se trouve actuellement au Louvre. Sa hauteur est de 4,8 cm et sa largeur est de 8,3 cm. En se basant sur la présence d'une ligne de séparation entre les colonnes, les chercheurs concluent que la tablette était à l'origine composée de 4 ou 6 colonnes. Une seule face de la tablette comporte un texte lisible, et on ne sait pas s'il s'agit de l'avers ou du revers de la tablette, c'est pourquoi l'ordre dans lequel les colonnes doivent être lues n'est pas clair. De la colonne de gauche, seules 11 lignes partielles ont survécu, tandis que la colonne de droite en compte 12.
La première tablette décrit les Réphaïm se préparant pour leur voyage, montant leurs chars et attelant leurs chevaux, ainsi que le voyage de trois jours lui-même. Elle se termine par leur arrivée à l'aire de battage, après le coucher du soleil du troisième jour, et l'invitation de Danel à manger.

### Tablette 2
(KTU 1.21 / RS 2.[019] / Vir II Rp / UT 122 / CTA 21) 

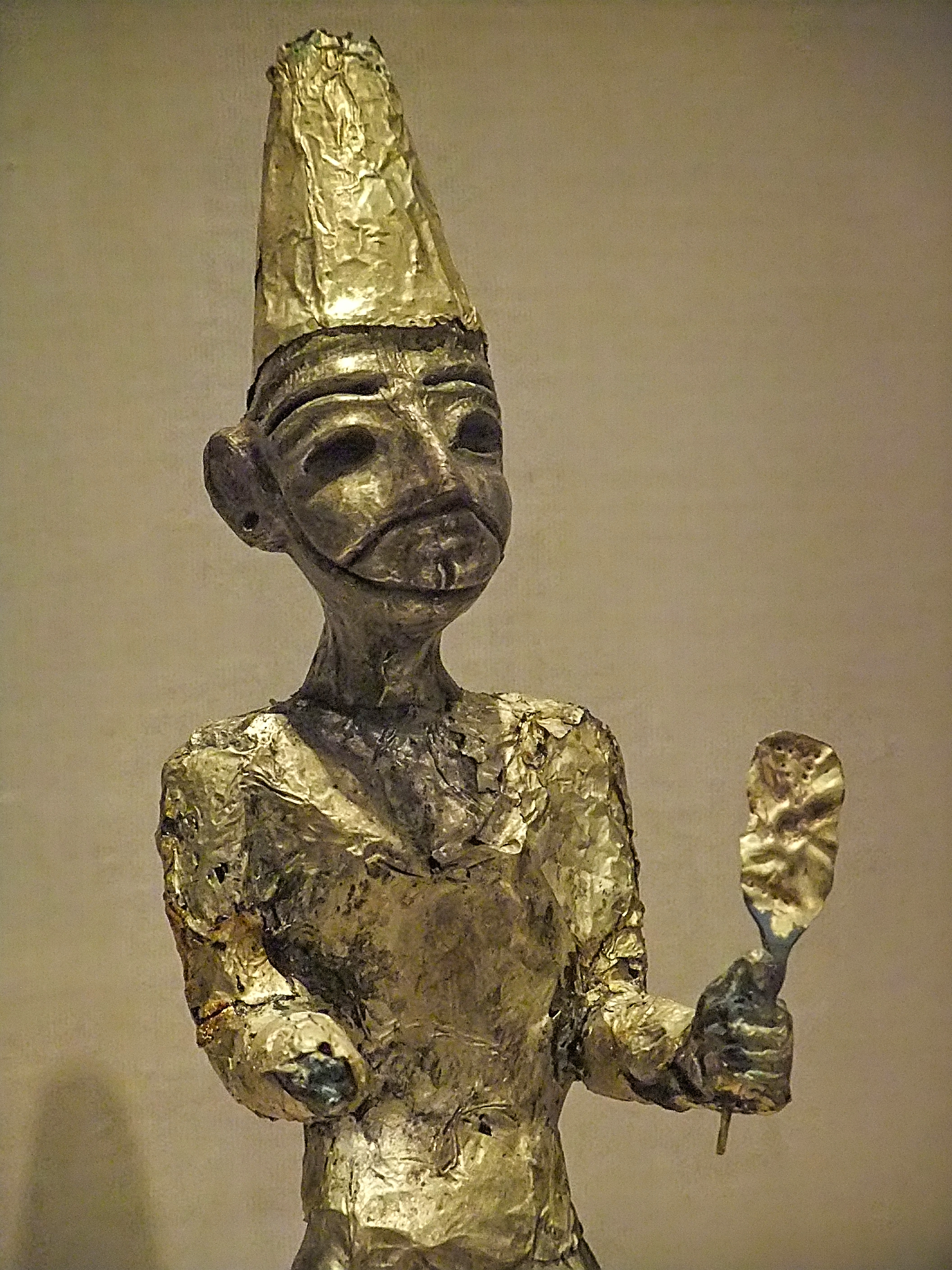
Une figurine du dieu El

La deuxième tablette, d'une hauteur de 3,6 cm et d'une largeur de 4,3 cm, comportait probablement 4 à 6 colonnes. Contrairement à la première tablette, elle a été retrouvée à l'intérieur de la Maison du Grand Prêtre à Ras Shamra en 1930 et se trouve actuellement au Musée national d'Alep. D'un côté, une colonne partielle existe et contient 13 lignes fragmentaires, tandis que de l'autre côté, seuls quelques caractères peuvent être lus. Comme pour la première tablette, on ne sait pas clairement quel côté était l'avers et lequel était le revers.
La deuxième tablette est très fragmentaire, bien qu'elle décrive elle aussi une invitation des Réphaïm à un festin. À la ligne 8, le locuteur est identifié comme El, ce qui peut faire référence au dieu El, ou est utilisé comme terme général pour dieu. Les seuls mots lisibles au dos de la tablette sont « à la terre ».

### Tablette 3
(KTU 1.22 / RS 2.[024] / Vir III Rp / UT 124 / CTA 21) 

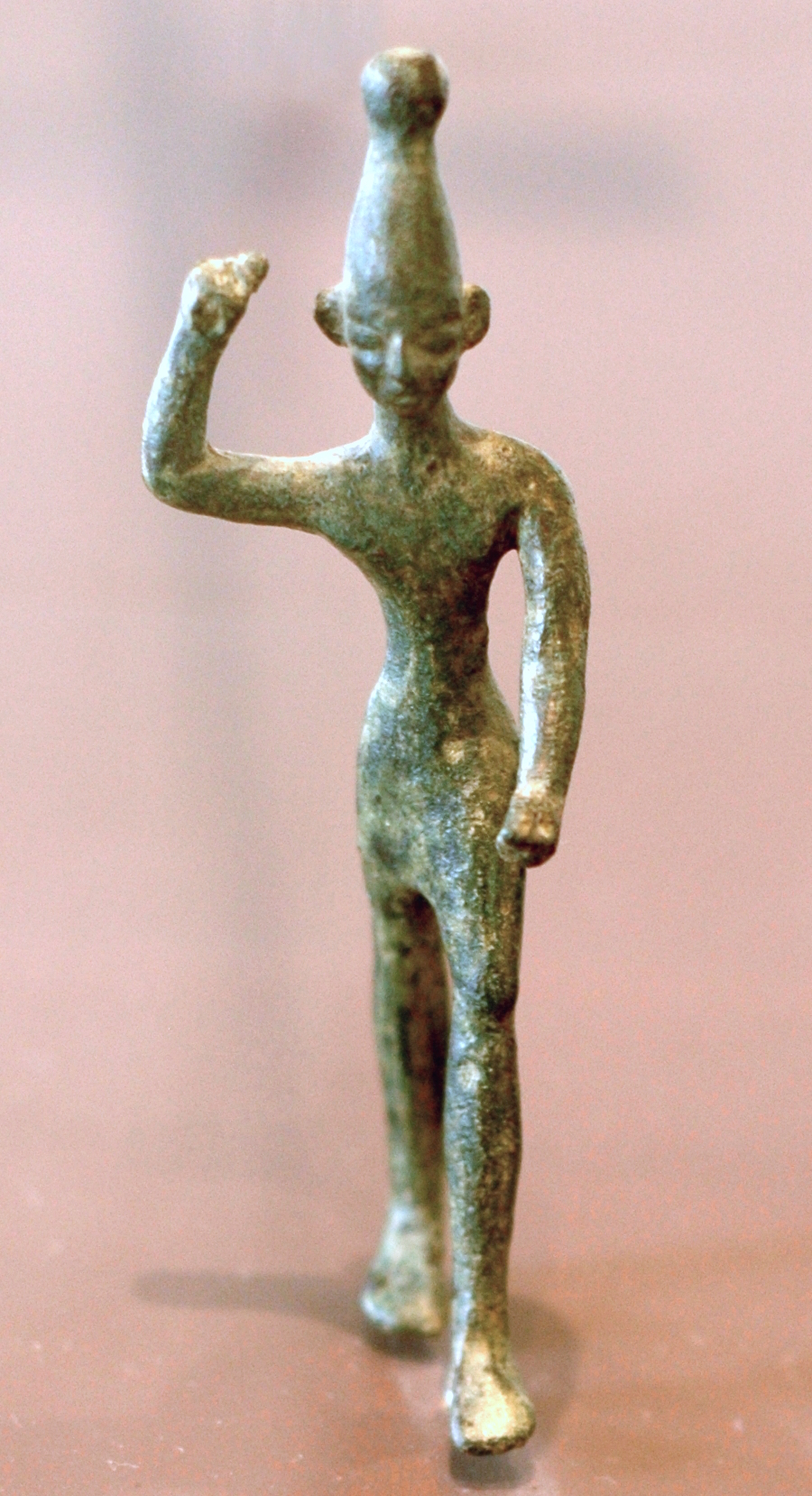
Une figurine du dieu Baal d'Ougarit

La troisième tablette, d'une hauteur de 8,4 cm et d'une largeur de 8,4 cm, a été trouvée avec la deuxième, dans la maison du grand prêtre à Ras Shamra lors des fouilles de 1930, et se trouve également actuellement au Musée national d'Alep. Elle aussi est relativement fragmentaire. Les lignes 5 à 11 de la colonne de gauche décrivent l'arrivée des Réphaïm, qui sont mentionnés comme « les guerriers de Baal et d'Anat », à la maison ou au palais de l'orateur, qui les invite à un festin. Le reste de la colonne de gauche comprend une description de l'ascension d'un personnage sur son trône et de son invitation des Réphaïm à son palais, ainsi que du voyage des Réphaïm là-bas.
La colonne de droite, avec vingt-six lignes, est la plus complète des trois tablettes. Il y est fait mention des princes royaux, entourés des Réphaïm, ainsi que d'un massacre de bovins et de moutons qui est comparé à la chasse d'Anat lorsqu'elle « tire sur les oiseaux du ciel ». Les lignes 14 à 20 mentionnent une table chargée des produits de la récolte de la fin de l'été, à savoir des fruits et du vin. Les lignes 20 à 26 décrivent la fête de sept jours des Réphaïm « sur la hauteur [...] au cœur du Liban », et se terminent par la mention de « Baal le conquérant » le septième jour. Le reste du récit a été interrompu, de sorte que la description de Baal, ses paroles et ses actions manquent.

## Conclusions générales
Bien que le but exact, la signification et le contexte de ce mythe soient encore inconnus, Jonathan Yogev a recueilli un certain nombre de conclusions qui peuvent être tirées de ses vestiges fragmentaires.
- Les Réphaïm du mythe sont un groupe de sept ou huit individus importants, dont Danel[10].
- On ne sait pas clairement qui est l'hôte du festin, peut-être l'un des Rephaïm ou un dieu, bien que Yogev suggère qu'il s'agit d'El, en se basant sur des apparitions dans d'autres mythes[10].
- Une attention particulière est accordée à la fête et des détails sont donnés sur les types d'animaux abattus, de vin et d'autres plats qui y sont servis, suggérant une certaine forme de célébration, peut-être lors d'un grand événement ou de plusieurs[10].
- Le texte utilise une formule textuelle connue du Cycle de Baal et liée au couronnement de Baal, suggérant que le texte des Réphaïm fait également référence au couronnement d'un individu bien-aimé, identifié par Yogev comme Yḥpn ou Ṯmq, ce dernier étant l'un des Rephaïm[10].
- Les dieux jouent un rôle important dans le mythe : Baal, Anat et El sont mentionnés plus d'une fois, bien qu'il ne soit pas clair si et où les dieux sont les invités et les Réphaïm les hôtes ou vice versa[10].
- Le mythe accorde une grande importance aux liens familiaux, mentionnant fréquemment les fils et les petits-fils en relation avec les dieux. S'appuyant sur ces références, Yogev propose que les Réphaïm étaient des membres mortels de la lignée divine - non pas des divinités elles-mêmes, mais plutôt des rois demi-dieux ou des dirigeants qui servaient les dieux[10].
- Les Réphaïm sont des guerriers montés sur des chars de bataille[10].
- Danel dans les textes de Réphaïm est plus jeune que dans le Conte d'Aqhat[10].

## Éditions notables
- Virolleaud Charles. Les rephaïm. Fragments de poèmes de Ras Shamra. En : Syrie . Volume 22 Numéro 1, 1941. pp. 1-30[19].
- Herdner, Andrée. Corpus des Tablettes en Cuneiformes Alphabetiques : Découvertes à Ras Shamra-Ugarit de 1929 à 1939. Mission de Ras Shamra . Vol 10 (Paris : P. Geuthner, 1963). pp. 92–96. Les photographies apparaissent dans le vol II : fig. 63 pl. XXXI ; fig. 64, pl. XXXI ; fig. 65–66, pl. XXXI.
- Gordon, Cyrus H. Manuel ougaritique : grammaire, textes en translittération, sélections cunéiformes, glossaire, index. AnOr 38 (Rome : Pontificium Institutum Biblicum, 1965), pp.
- Pitard, Wayne T. Une nouvelle édition du « Rāpiʾūma », Textes : KTU 1.20–22. BASOR 285 (1992), pages 33 à 77[20].
- Pardee, Dennis G. Nouvelle étude épigraphique et littéraire des textes fragmentaires en langue ougaritique dits « Les Rephaïm » (CTA 20-22). Orientalia 80 (2011), pp. 1–65[21].
- Coogan, Michael David; Smith, Mark S. éd. (2012). Histoires de l'ancien Canaan (2e éd.). Louisville, Kentucky : Westminster John Knox Press. pp. 57-63.
- Dietrich, Manfried. Loretz, Oswald. et Sanmartin, Joaquín. Les textes alphabétiques cunéiformes d'Ougarit, de Ras ibn Hani et d'autres lieux. AOAT 360/1 (Münster, Ugarit-Verlag, 2013), pp. 62-67.
- Yogev, Jonathan. Les Rephaïm . Leyde, Pays-Bas : Brill. (2021). pp. 7-38.